# Rasa de Cererols
La Rasa de Cererols és un torrent afluent per l'esquerra de la Riera de Vallmanya, al Solsonès.

## Municipis per on passa
El curs de la Rasa de Cererols transcorre íntegrament pel terme municipal de Pinós.

## Xarxa hidrogràfica
La xarxa hidrogràfica de la Rasa de Cererols està constituïda per 38 cursos fluvials que sumen una longitud total de 18.047 m.

### Distribució municipal
El conjunt de la seva xarxa hidrogràfica transcorre íntegrament pel terme municipal de Pinós.